# Sanilhac-Sagriès
 Sanilhac-Sagriès  ist eine französische Gemeinde mit 832 Einwohnern (Stand 1. Januar 2022) im Département Gard in der Region Okzitanien; sie gehört zum Arrondissement Nîmes und zum Kanton Uzès.

## Weblinks

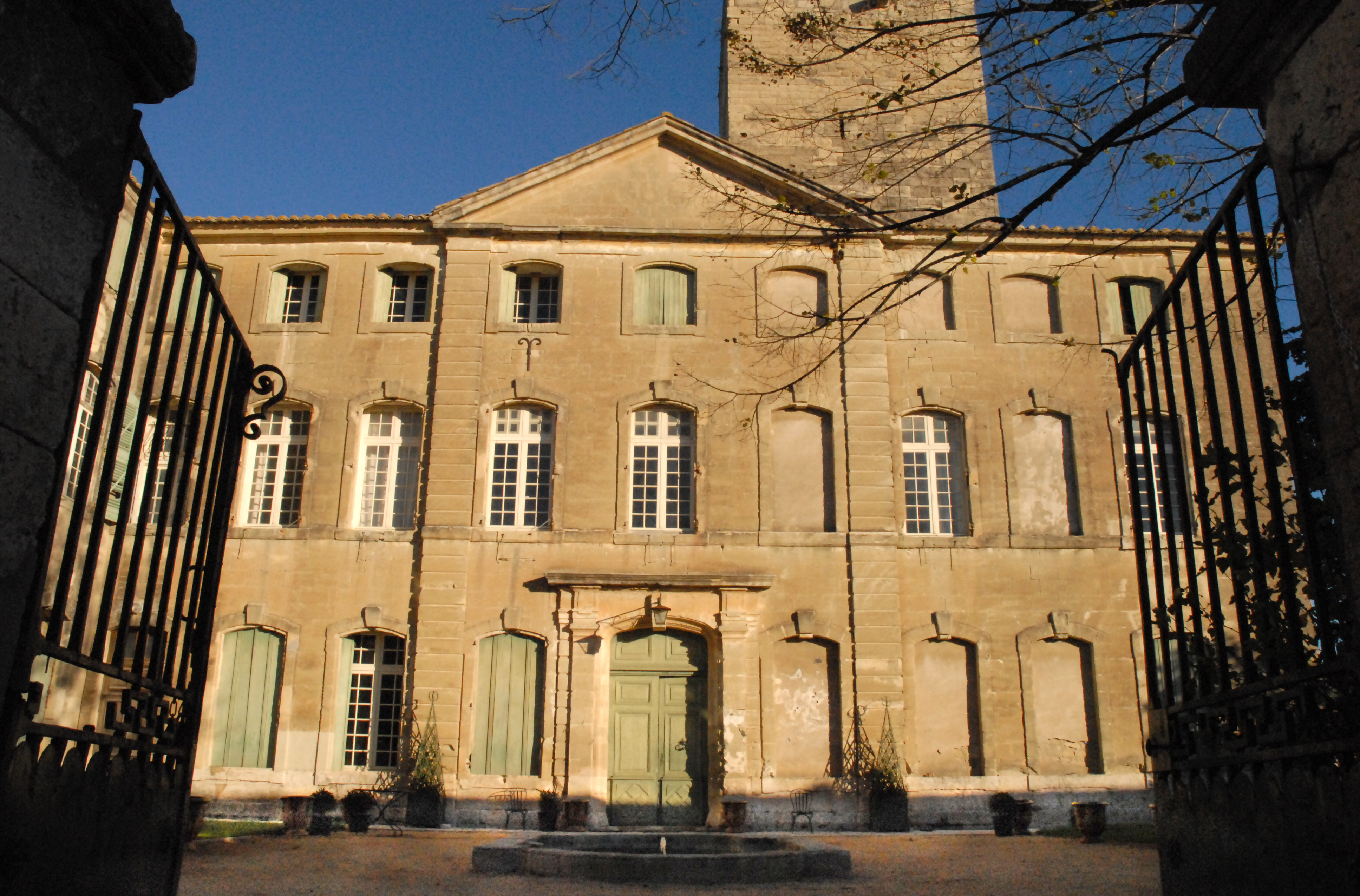
Das Schloss von Sanilhac

## Bevölkerungsentwicklung
| Jahr      | 1962 | 1968 | 1975 | 1982 | 1990 | 1999 | 2008 | 2017 |
| Einwohner | 401  | 440  | 442  | 525  | 643  | 785  | 834  | 780  |